# Felix Bloch

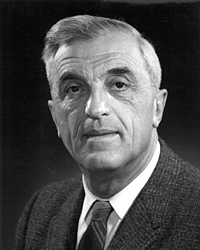
Felix Bloch (1961)

Felix Bloch (* 23. Oktober 1905 in Zürich; † 10. September 1983 in Zollikon) war ein österreichisch-schweizerisch-US-amerikanischer Physiker. Er erhielt 1952 den Nobelpreis für Physik für die Entwicklung neuer Methoden zur kernmagnetischen Präzisionsmessung und die damit gemachten Entdeckungen (Kernspinresonanzspektroskopie).

## Leben und Werk
Sein Vater, Gustav Bloch (1868–1947) war ein mährischer Getreidehändler, seine Mutter Agnes, geborene Mauer, (1878–1970) stammte aus Wien. Nach dem ab 1912 erfolgten Besuch der Stadtschule in Zürich und der Matura an der Kantonsschule Rämibühl begann Felix Bloch ein Maschinenbaustudium; zwischen 1924 und 1927 studierte er an der Eidgenössischen Technischen Hochschule Zürich (ETH) Mathematik und Physik. Als einer seiner Zürcher Lehrer, der Chemiker Peter Debye, an die Universität Leipzig wechselte, folgte er diesem im Jahre 1927 in den Freistaat Sachsen. Felix Bloch setzte sein Studium in Leipzig u. a. bei Werner Heisenberg fort. Das Thema seiner Diplomarbeit war die Schrödinger-Gleichung. Die Doktorarbeit behandelte das Verhalten von Elektronen in Kristallgittern und war der Ausgangspunkt für sein Lebenswerk: die quantenmechanische Behandlung der Festkörperphysik, zu deren Grundlagen er vieles beitrug, wie das Bändermodell der Elektronen in Festkörpern und die Bloch-Funktion. Er war 1928 der erste Doktorand von Werner Heisenberg und kehrte für ein Jahr an die ETH Zürich zurück, wo er bis 1929 Assistent bei Wolfgang Pauli war.
Nach Zwischenstationen in Utrecht und Haarlem in den Niederlanden wurde Felix Bloch 1931 Assistent bei Werner Heisenberg in Leipzig. Er habilitierte sich 1932 mit einer Arbeit „Zur Theorie des Austauschproblems und der Remanenzerscheinung der Ferromagnetika“, die unter anderem die heute Bloch-Wände genannten Übergangsbereiche zwischen verschieden magnetisierten Domänen behandelt. Nach der Machtergreifung der Nationalsozialisten entschloss er sich als Jude, Deutschland zu verlassen und emigrierte nach Italien. 1934 ging er auf Einladung von David Webster an die Stanford-Universität, wo er bis 1971 blieb. Er übernahm dort als erster den Lehrstuhl für theoretische Physik. 1937 wurde er Fellow der American Physical Society. 1939 wurde er US-amerikanischer Staatsbürger.
Ab dem Sommer 1942 arbeitete Bloch im Manhattan-Projekt in Los Alamos, wozu er von Robert Oppenheimer eingeladen worden war, den er noch aus Berkeley kannte. Er arbeitete in der Gruppe von Seth Neddermeyer an der Implosionsversion der Atombombe. Nach eigenen Aussagen sah er allerdings Ende 1943 seine Arbeit als erledigt an und ging. Ihm gefiel die militärische Atmosphäre der Geheimhaltung nicht und er hatte auch Zweifel, dass der eigentliche Grund – ein möglicher Vorsprung der Deutschen bei der Entwicklung der Atombombe – noch aktuell war. Nach den Erinnerungen von Edward Teller kam es auch zu Differenzen mit Oppenheimer. November 1943 verließ er als einer der wenigen Physiker, denen dies gestattet wurde, Los Alamos. Er wechselte in die Radarforschung nach Harvard.
Anschließend gelangen ihm wichtige Arbeiten zum Ferromagnetismus und die Messung der magnetischen Momente von Atomkernen. 1946 entdeckte er, unabhängig von Edward Mills Purcell und zusammen mit William Webster Hansen und Martin Packard, die Kernspinresonanz (englisch Nuclear Magnetic Resonance, NMR), die zur Darstellung der Zusammensetzung und Struktur von Festkörpern und Flüssigkeiten und chemischen Verbindungen angewandt wird und Grundlage der Magnetresonanztomographie ist.
Bloch war von 1954 bis 1955 Generaldirektor des CERN in Genf, während er an der Stanford University beurlaubt war. 1971 wurde er in Stanford emeritiert.

## Familie
Im Jahre 1940 heiratete Felix Bloch in Las Vegas die Physikerin Lore Misch, Tochter des Philosophen Georg Misch, Professor für Philosophie an der Universität Göttingen. Aus dieser Ehe gingen die drei Söhne Georg Jacob (* 1941), Daniel Arthur (* 1941) und Frank Samuel (* 1945) sowie Ruth Hedy, geborene Bloch (* 1949) hervor. Letztere wurde Historikerin.

## Ehrungen
- 1948: Wahl zum Mitglied der National Academy of Sciences.
- 1952: Zusammen mit Edward Mills Purcell wurde Felix Bloch für die Entdeckung der Kernspinresonanz der Nobelpreis für Physik zuerkannt.
- 1957: Ernennung zum Mitglied der American Academy of Arts and Sciences.
- 1965: Wahl zum Mitglied der American Philosophical Society.[10]
- 1966: Ehrenmitglied (Honorary Fellow) der Royal Society of Edinburgh[11]
- 1979: Aufnahme in den Orden Pour le Mérite.[12]

Bloch war Mitglied der Königlich Niederländischen Akademie der Wissenschaften.
Er war Ehrendoktor an den Universitäten Grenoble (1959), Oxford (1960), Jerusalem (1962) und Zürich (1966).

## Nach ihm Benanntes
Folgende physikalische Objekte tragen seinen Namen:
- Bloch-Oszillationen
- Bethe-Bloch-Formel
- Bloch-Funktion
- Bloch-Gleichungen
- Bloch-Kugel
- Bloch-Vektor
- Bloch-Wand
- Bloch-Elektron

Von Bloch und Arnold Nordsieck stammt auch das nach ihnen benannte Bloch-Nordsieck-Theorem, das die Lösung des Infrarotproblems in der Quantenelektrodynamik darstellt.
Von ihm stammt das {\displaystyle T^{\frac {3}{2}}} Gesetz für die spontane Magnetisierung bei tiefen Temperaturen {\displaystyle T}:
{\displaystyle M(T)=M(0)\left(1-\left({\frac {T}{T_{0}}}\right)^{\frac {3}{2}}\right)}
von Bloch hergeleitet mit dem Bild eines Gases quantisierter Spinwellen (Magnonen). {\displaystyle T_{c}} ist dabei die Curie-Temperatur und {\displaystyle M(0)} die Magnetisierung bei {\displaystyle T=0}
Außerdem stammt von ihm das {\displaystyle T^{5}} Gesetz für das Temperaturverhalten des spezifischen elektrischen Widerstand von Metallen bei tiefen Temperaturen im Rahmen der Bloch-Grüneisen-Formel (benannt zusätzlich nach Eduard Grüneisen). Für höhere Temperaturen verläuft die Abhängigkeit noch linear mit {\displaystyle T} mit einem Übergang in der Nähe der Debyetemperatur. Bei noch geringerer Elektronendichte ist die Bloch-Grüneisen-Temperatur statt der Debyetemperatur ausschlaggebend.

## Schriften (Auswahl)
- Über die Quantenmechanik der Elektronen in Kristallgittern, Berlin 1928 (zugleich Dissertation an der Universität Leipzig).
- Bemerkung zur Elektronentheorie des Ferromagnetismus und der elektrischen Leitfähigkeit. In: Zeitschrift für Physik 57 (1929), S. 545–555.
- mit G. Gentile: Zur Anisotropie der Magnetisierung ferromagnetischer Einkristalle. In: Zeitschrift für Physik 70 (1931), S. 395–408.
- Zur Theorie des Austauschproblems und der Remanenzerscheinung der Ferromagnetika. In: Zeitschrift für Physik 74 (1932), H. 5/6, S. 295–335 (zugleich Habilitation an der Universität Leipzig vom 30. Januar 1932).
- Zur Bremsung rasch bewegter Teilchen beim Durchgang durch Materie. In: Annals of Physics 16 (1932), S. 285–320.
- Die Elektronentheorie der Metalle. In: E. Marx (Hrsg.): Handbuch der Radiologie, Bd. 6, Leipzig 1934, S. 226–278.
- Molekulartheorie des Magnetismus. In: E. Marx (Hrsg.): Handbuch der Radiologie, Bd. 6, Leipzig 1934, S. 375–484.
- On the magnetic scattering of neutrons. In: Physical Review 50 (1936), S. 259f. und 51 (1937), S. 994.
- mit L. W. Alvarez: A quantitative determination of the neutron moment in absolute nuclear magnetons. In: Physical Review 57 (1940), S. 111–122.
- mit A. Siegert: Magnetic resonance for nonrotating fields. In: Physical Review 57 (1940), S. 522–527.
- mit W. W. Hansen: Nuclear induction. In: Physical Review 70 (1946), S. 460–474.
- mit M. Packard: Nuclear induction experiment. In: Physical Review 70 (1946), S. 474–485.
- mit J. H. Van Vleck und M. Hamermesh: Theory of radar reflections from wires or thin metallic strips. In: Journal of Applied Physics 18 (1947), S. 274–294.
- Nuclear induction. In: Physica 17 (1951), Heft 3/4, S. 272–281.
- The Dynamical theory of nuclear induction. In: Physical Review 89 (1953), S. 728–739.
- The Dynamical theory of nuclear induction. In: Physical Reviwe 102 (1956), S. 104–135.
- Fundamentals of Statistical Mechanics. Manuscript and Notes of Felix Bloch (Herausgegeben von John Dirk Walecka). Stanford University Press 1989, World Scientific 2000.

## Belletristik
- Alex Capus: Der Fälscher, die Spionin und der Bombenbauer, Carl Hanser Verlag, München 2013.

## Zitat
„Kostenlose Fantasie ist das unschätzbare Vorrecht der Jugend, und sie muss gehegt und wie ein Schatz bewacht werden.“